# Foreste umide decidue di pianura del Chao Phraya
Le foreste umide decidue di pianura del Chao Phraya sono un'ecoregione della Thailandia (IM0108) appartenente al bioma delle foreste pluviali di latifoglie tropicali e subtropicali. Occupa le pianure costiere lungo il Golfo del Siam che si trovano ad est e ad ovest del Chao Phraya.

## Geografia
L'ecoregione occupa due aree separate lungo il Golfo del Siam. La parte più occidentale, più estesa, si trova tra la catena dei Dawna e la catena del Tenasserim ad ovest e il corso inferiore del Chao Phraya ad est. Da qui si estende a nord-ovest lungo la valle del Khwae Noi, che separa la catena dei Dawna dai Bilauktaung, una suddivisione della catena del Tenasserim.
La parte orientale si trova ad ovest dei Monti dei Cardamomi, nella Thailandia orientale e in Cambogia. Le pianure del Chao Phraya che separano i due settori appartengono all'ecoregione delle foreste paludose del Chao Phraya, sebbene queste foreste siano state per lo più convertite in risaie e terreni agricoli. Sia il settore orientale che quello occidentale sono delimitati a nord dall'ecoregione delle foreste secche dell'Indocina centrale.

## Flora
Le foreste sono caratterizzate da dipterocarpi decidui adattati alla stagione secca. Gran parte di esse, tuttavia, è stata abbattuta e quasi tutto quel che ne rimane è ormai degradato o ridotto a piccole porzioni.

## Fauna
Questa ecoregione, caratterizzata da un'alta biodiversità, ospita molte specie rare e minacciate, quali il banteng (Bos javanicus) tra i mammiferi, il coccodrillo siamese (Crocodylus siamensis), quasi estinto, tra i rettili e la gazza verde indocinese (Cissa hypoleuca), il fagiano siamese (Lophura diardi), il colombo imperiale verde (Ducula aenea) e il garrulo corona scagliosa (Malacopteron cinereum) tra gli uccelli.

## Aree protette
Una valutazione del 2017 ha rilevato che 2756 km² dell'ecoregione, pari al 14% della sua superficie, si trovano in aree protette. Tra queste ricordiamo i parchi nazionali di Khao Laem e di Sai Yok, nella valle del Khwae Noi.